# Publicação eletrônica
A publicação eletrônica (também conhecida como publicação digital ou online) inclui a editoração digital de e-books, revistas digitais e o desenvolvimento de bibliotecas e catálogos digitais. Inclui também a edição de livros, periódicos e revistas para serem postados em uma tela (computador, e-reader, tablet ou smartphone).